# Oliva mindanaoensis
Oliva mindanaoensis is een slakkensoort uit de familie van de Olividae. De wetenschappelijke naam van de soort is voor het eerst geldig gepubliceerd in 1986 door Petuch & Sargent.